# Athlétisme aux Jeux asiatiques
Les compétitions d'athlétisme aux Jeux asiatiques sont disputées depuis la première édition en 1951.

## Éditions
| Année | Édition | Ville     | Pays         | Date              | Nombre d'épreuves | Nombre d'athlètes |
| ----- | ------- | --------- | ------------ | ----------------- | ----------------- | ----------------- |
| 1951  | I       | New Delhi | Inde         |                   |                   |                   |
| 1954  | II      | Manille   | Philippines  |                   |                   |                   |
| 1958  | III     | Tōkyō     | Japon        |                   |                   |                   |
| 1962  | IV      | Jakarta   | Indonésie    |                   |                   |                   |
| 1966  | V       | Bangkok   | Thaïlande    |                   |                   |                   |
| 1970  | VI      | Bangkok   | Thaïlande    |                   |                   |                   |
| 1974  | VII     | Téhéran   | Iran         |                   |                   |                   |
| 1978  | VIII    | Bangkok   | Thaïlande    |                   |                   |                   |
| 1982  | IX      | New Delhi | Inde         |                   |                   |                   |
| 1986  | X       | Séoul     | Corée du Sud |                   |                   |                   |
| 1990  | XI      | Pékin     | Chine        |                   |                   |                   |
| 1994  | XII     | Hiroshima | Japon        |                   |                   |                   |
| 1998  | XIII    | Bangkok   | Thaïlande    |                   |                   |                   |
| 2002  | XIV     | Pusan     | Corée du Sud |                   |                   |                   |
| 2006  | XV      | Doha      | Qatar        |                   |                   |                   |
| 2010  | XVI     | Canton    | Chine        |                   |                   |                   |
| 2014  | XVII    | Incheon   | Corée du Sud |                   |                   |                   |
| 2018  | XVIII   | Jakarta   | Indonésie    | 25 - 30 août 2018 |                   |                   |
| 2022  | XVIII   | Hangzhou  | Chine        | 2023              |                   |                   |